# Enrico di Metz
Enrico di Metz (Lorena, ... – Trento, 9 ottobre 1336) è stato un vescovo cattolico francese.

## Biografia

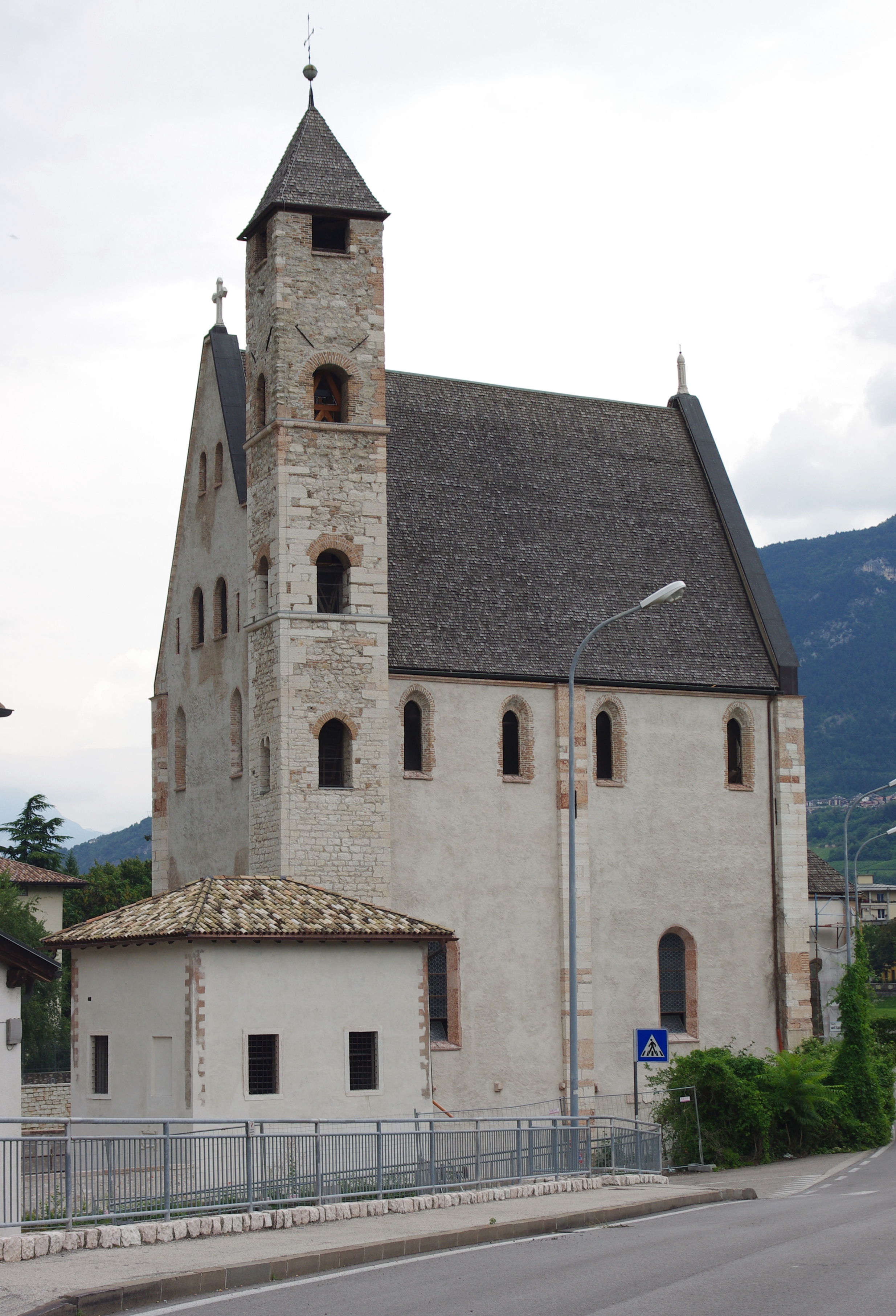
Sant'Apollinare, a Trento

Nasce nella regione francese della Lorena. Dopo aver unito l'ordine cistercense, tra il 1297 e il 1306 viene nominato abate del monastero di Eußerthalnel del Vescovado di Spira. Quando papa Bonifacio VIII, nel 1303, offre l'incoronazione imperiale al re Alberto I d'Asburgo, commissiona come il portatore del messaggio, l'abate Enrico di Eußerthal. È evidente che, già a quei tempi, i chierici avevano già una grande reputazione.

## Una rapida carriera
Tra il 1306 ed il 1309 serve sotto il nome di Enrico II, come abate del monastero madre di Eußerthal, l'Abbazia di Villers-Bettnach.
Alle soglie del 1309, appare come cancelliere del re Enrico VII di Lussemburgo, entrambi uniti in un rapporto di amicizia. Enrico di Metz, tra il 1310 ed il 1313 ha accompagnato l'imperatore nella sua discesa nel nord Italia per l'incoronazione imperiale.

## La nomina a vescovo di Trento
Il 23 giugno 1307, alla morte del vescovo Bartolomeo II Querini, la diocesi di Trento conobbe un periodo di sede vacante, a causa delle lungaggini per la procedura di nomina del successore. È probabile che Enrico di Metz sia stato nominato vescovo di Trento, su scelta di papa Clemente V.

## I sinodi diocesani, un grande innovatore
In quanto tale, servì fino alla sua morte con grande zelo e aveva, tra cui organizzare tre sinodi diocesani, nel 1319, nel 1323 e nel 1336. In essi fu esaminato il problema, a quei tempi tutt'altro che secondario, dei chierici concubinari, e nei confronti di questi si dispose una più mite applicazione delle relative misure punitive. Enrico di Metz promulgò nuovi statuti, ordinando che tutti i pastori e le loro congregazioni, ogni anno, dovessero intraprendere un solenne pellegrinaggio alla tomba del patrono della diocesi di San Vigilio. Il vescovo fu in relazioni personali con Enrico di Carinzia e Tirolo, conte del Tirolo, e, nel 1314 raggiunse con lui la restituzione delle terre della diocesi che suo padre Mainardo II di Tirolo-Gorizia aveva alienato. Rimase a capo della diocesi trentina per ventisei anni, durante i quali poté svolgere la sua opera di innovatore.

## L'anelito di spiritualità
Dato l'influsso che l´esperienza di Abbazia di Cîteaux aveva esercitato su Enrico di Metz, era dunque prevedibile che il nuovo vescovo avrebbe introdotto nella propria diocesi quell'anelito di spiritualità che aveva coltivato presso il proprio Ordine. Egli tentò infatti, per quanto gli fu possibile, di portare fra i trentini il fervore di quel rinnovamento che in molti avevano sperato si estendesse anche alla Chiesa intera e che aveva fatto dei cistercensi i protagonisti della cultura di un'epoca.

## Edificazione di architetture religiose
- Sant'Apollinare, a Trento
- Santa Margherita nei dintorni di Trento
- Santa Maria Maddalena a Preore